# Gand-Wevelgem 1986
La 48e édition de Gand-Wevelgem a eu lieu le 9 avril 1986. Elle a été remportée par l'Italien Guido Bontempi (Carrera-Inoxpran), il est suivi dans le même temps par le Néerlandais Twan Poels (Kwantum) et par le Belge Jean-Marie Wampers (Hitachi-Marc).

## Classement final
La course est remportée par l'Italien Guido Bontempi (Carrera-Inoxpran).
| \| Classement général \| Classement général \| Classement général \| Classement général \| Classement général \| \| Coureur \| Coureur \| Pays \| Équipe \| Temps \| \| ------------------ \| ------------------ \| ------------------ \| ------------------------ \| ------------------ \| \| 1er \| Guido Bontempi \| Italie \| Carrera-Inoxpran \| 5 h 35 min 00 s \| \| 2e \| Twan Poels \| Pays-Bas \| Kwantum Hallen-Decosol \| + 0 s \| \| 3e \| Jean-Marie Wampers \| Belgique \| Hitachi-Marc \| + 0 s \| \| 4e \| Heinz Imboden \| Suisse \| Cilo-Aufina-Gemeaz Cusin \| + 0 s \| \| 5e \| Steve Bauer \| Canada \| La Vie claire-Radar \| + 0 s \| \| 6e \| Ludo Peeters \| Belgique \| Kwantum Hallen-Decosol \| + 0 s \| \| 7e \| Rudy Dhaenens \| Belgique \| Hitachi-Marc \| + 0 s \| \| 8e \| Kim Andersen \| Danemark \| La Vie claire-Radar \| + 0 s \| \| 9e \| Eddy Planckaert \| Belgique \| Panasonic-Merckx-Agu \| + 0 s \| \| 10e \| Adrie van der Poel \| Pays-Bas \| Kwantum Hallen-Decosol \| + 0 s \| |                    |          |                          |                 |
| |                    |          |                          |                 |
| Sources : ProCyclingStats Cycling Archives |                    |          |                          |                 |
| Classement général |                    |          |                          |                 |
| Coureur | Coureur            | Pays     | Équipe                   | Temps           |
| 1er | Guido Bontempi     | Italie   | Carrera-Inoxpran         | 5 h 35 min 00 s |
| 2e | Twan Poels         | Pays-Bas | Kwantum Hallen-Decosol   | + 0 s           |
| 3e | Jean-Marie Wampers | Belgique | Hitachi-Marc             | + 0 s           |
| 4e | Heinz Imboden      | Suisse   | Cilo-Aufina-Gemeaz Cusin | + 0 s           |
| 5e | Steve Bauer        | Canada   | La Vie claire-Radar      | + 0 s           |
| 6e | Ludo Peeters       | Belgique | Kwantum Hallen-Decosol   | + 0 s           |
| 7e | Rudy Dhaenens      | Belgique | Hitachi-Marc             | + 0 s           |
| 8e | Kim Andersen       | Danemark | La Vie claire-Radar      | + 0 s           |
| 9e | Eddy Planckaert    | Belgique | Panasonic-Merckx-Agu     | + 0 s           |
| 10e | Adrie van der Poel | Pays-Bas | Kwantum Hallen-Decosol   | + 0 s           |